# Dans op het platteland
Dans op het platteland (Frans: Danse à la campagne) is een schilderij van Pierre-Auguste Renoir uit 1883. Samen met Dans in de stad markeert dit schilderij de overgang van de impressionistische naar de latere, strengere stijl van Renoir. Sinds 1986 maakt het werk deel uit van de collectie van het Musée d'Orsay in Parijs.

## Voorstelling
In 1882 bestelde de kunsthandelaar Paul Durand-Ruel twee schilderijen met dansscènes bij Renoir om zijn eetkamer te decoreren. Een jaar later schilderde hij Dans in de stad en Dans op het platteland die dezelfde levensgrote afmetingen hebben en als pendanten bedoeld zijn. Een derde schilderij met twee dansers uit die tijd, Dans in Bougival, wordt beschouwd als een studie voor Dans op het platteland.
Voor Dans op het platteland hebben de schilder Paul Lhôte en Aline Charigot, Renoirs toekomstige echtgenote, model gestaan. Het schilderij heeft een zorgeloze uitstraling van een zondag bij een dansgelegenheid buiten de stad. Het paar danst onder een kastanjeboom, terwijl Aline vrolijk lacht en een waaier in haar hand houdt. Rechts zijn een niet afgeruimde tafel en een verdwaalde strohoed te zien.
In 1881 was Renoir tijdens een reis naar Italië onder de indruk geraakt van Rafaël. In de jaren die volgden zou hij definitief breken met het impressionisme, zoals zijn vriend Cézanne voor hem had gedaan. Vergeleken met het beroemde Bal du moulin de la Galette uit 1876, waar ook dansende paren zijn afgebeeld, zijn de contouren op Dans op het platteland veel scherper geschilderd. Daarnaast kenmerkt de klassiekere stijl van Renoir zich door een nagenoeg egale belichting. De zonnevlekken van eerdere werken zijn verdwenen. Ten slotte hebben de grove penseelstreken van het Bal du moulin de la Galette plaatsgemaakt voor een gepolijst oppervlak.

## Herkomst
- 1883: Durand-Ruel krijgt het werk samen met Dans in de stad in bezit.
- 23 augustus 1891: Durand-Ruel koopt beide schilderijen voor 7.500 Franse frank. Ook na zijn dood blijven ze familiebezit.
- december 1979: aangekocht voor de Galerie nationale du Jeu de Paume.
- 1986: overgebracht naar het Musée d'Orsay.

## Afbeeldingen

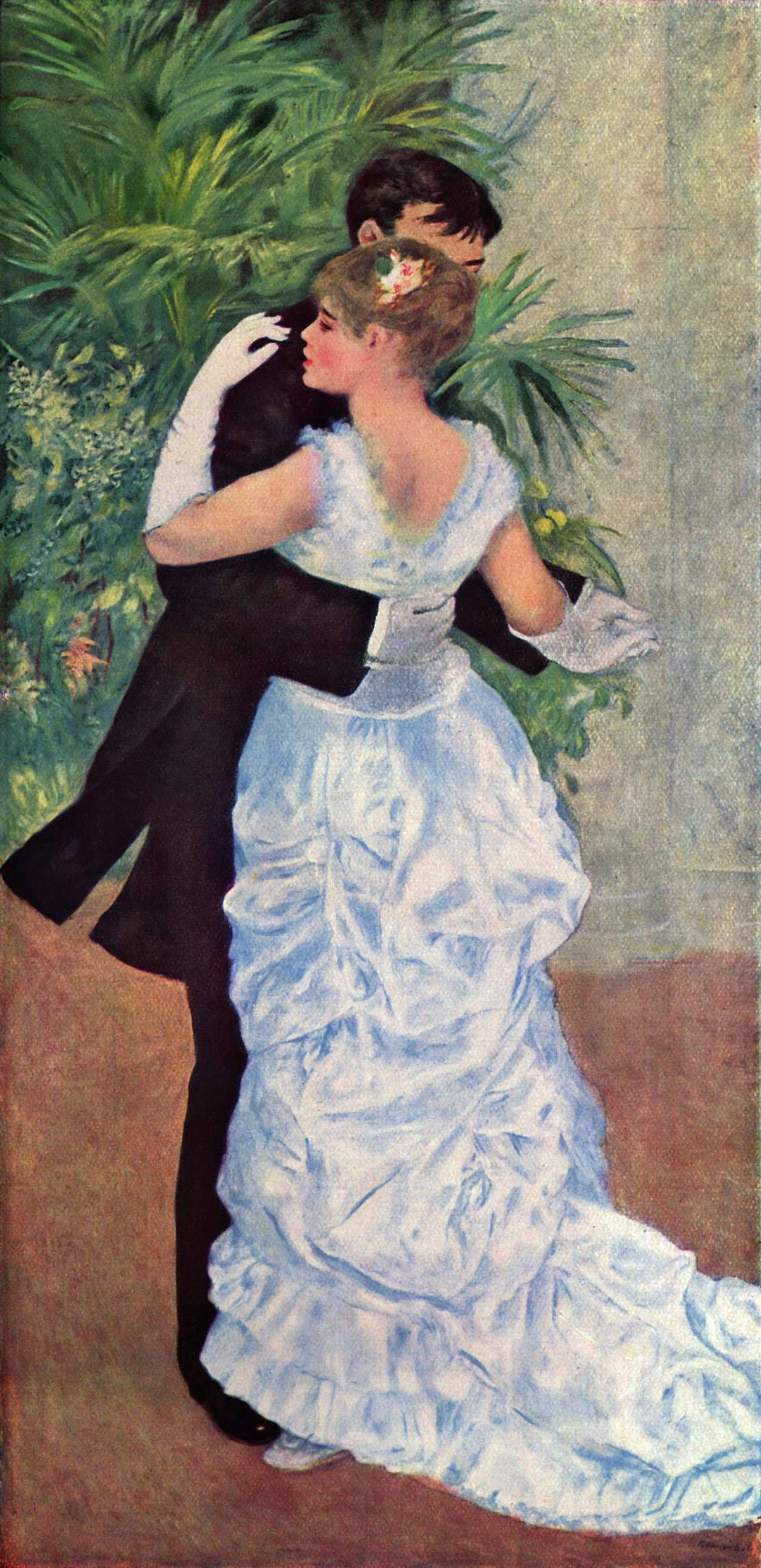
Dans in de stad (1883)
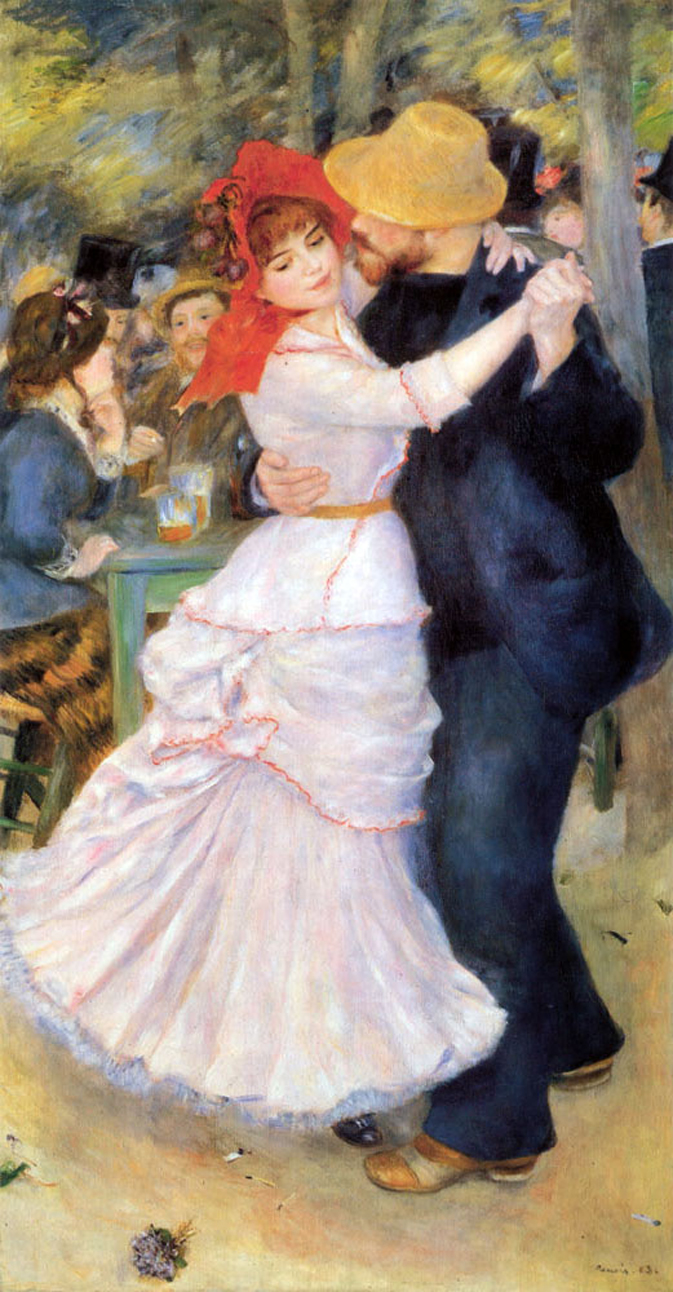
Dans in Bougival (ca. 1883)
Bal du moulin de la Galette (1876)